# HD 185018
Désignations
HD 185018 est une étoile supergéante de la constellation de l'Aigle.